# Zezé Procópio
José Procópio Mendes, ismertebb nevén Zezé Procópio (Varginha, 1913. augusztus 12. – Valença, 1980. február 8.) brazil labdarúgó-fedezet. 
1. ↑  transfermarkt.com. transfermarkt.com . (Hozzáférés: 2017. október 9.)